# Tlacatéotl
Tlacatéotl (¿-1427) (del náhuatl: Tlakateotl ‘Dios-hombre’‘tlakatl, hombre; teotl, dios’) fue el tercer tlatoani de Tlatelolco, sucediendo en el poder a su padre Cuacuauhpitzáhuac. Antes de subir al poder, Tlacatéotl fue un militar que entre otras batallas lideró a los ejércitos tlatelolcas contra Chalco en 1414 y en el conflicto que enfrentó Tetzcoco contra Azcapotzalco, a la que los tlatelolcas estaban subordinados. 
Antes había destacado en la expansión tepaneca hacia la actual Puebla, donde ya como tlacateccatl sometió Cuauhtinchan y sus alrededores, además se le adjudican las conquistas de Toltitlan, Cuauhtitlan, Acolman, Otompan, Acolhuacan y Tollantzinco. 
Tlacatéotl fue elegido como tlatoani en 1418, según la antigua cuenta en el día 13-cuetzpalli; y bajo su gobierno la ciudad siguió aumentando su importancia como un importante punto para el comercio de Mesoamérica. Buscó embellecer su ciudad trayendo esculturas desde la abandonada Tula, pero en su gobierno también se dieron los primeros conflictos bélicos con sus vecinos de México-Tenochtitlán.
Su gobierno terminó con su muerte en 1427, fecha en que, al igual que el tlatoani mexica Chimalpopoca fue asesinado por órdenes del señor de Azcapotzalco Maxtla; parece ser que fue asesinado a pedradas cuando trataba de huir en su canoa rumbo a Xaltocan, en un lugar llamado Tecanman Atzonpan (en la actualidad conocido como Santa María Ozumbilla). Fue sucedido en el poder por su nieto Cuauhtlatoa.